# Местни исторически награди „Алън Боу“
Местните исторически награди „Алън Боул“ са британски награди, циято цел е признание към изключителен принос в регионалните научни исторически публикации, а също така за насърчаване на публикуване нови такива. Наградите са учредени през 1980-те години и се управляват от Library Services Trust. Те са наречени в чест на местния историк, автор и бивш главен библиотекар. Всяка година се раздават максимум по три награди.